# Kőudvar alsó barlangja
A Kőudvar alsó barlangja a bazaltban kialakult egyik barlang, amely Zalaszántó szélén, a Tátikán található.

## Leírás
Hasonlóan közelíthető meg, mint a Tátikai-hasadékbarlang, csak a természetvédelmi terület határát jelző táblától még 350 m-t kell menni Ny felé. A D-i fal legmagasabb része előtt (Tinóállás) a sziklaperem több repedéstől átjárva, beugrókkal tagolva, lépcsőzetessé, csipkéssé válik. E részen, 5 m-es relatív magasságban 4×5 m alapterületű kőudvar alakult ki. A kőudvar alatti nagyjából függőleges, de (gyakorlattal rendelkezőknek) a kiálló bazaltoszlop végeken szabadon kimászható sziklafalban nyílik DNy felé néző bejárata. A kőudvar szintjén, a Kőudvar alsó barlangjától magasabban van a Kőudvar felső barlangja.
Nevét a kőudvarhoz való térbeli viszonyáról kapta. Bejárata 1 m magas és 60 cm széles. A barlangot három tagból álló kúszójárat alkotja. A repedés, mely mentén kialakult, nem egészen párhuzamos a kőzet oszlopos tagoltságával. Emiatt van, hogy a barlang lépcsőzetesen eltolt, három egymással párhuzamos tagból áll. A párhuzamos részek egymásba szakadásánál a kúszójárat kiszélesedik és magasabbá válik. Alját leszakadt bazaltoszlopokat tartalmazó laza morzsalékos törmelék tölti ki. Hossza 5,1 m. Bejárásához legfeljebb elemlámpa szükséges. Kitöltése ásatásra alkalmas. Egy esetleges ásatás jelentőségét talán növelné.
Genetikailag a vulkáni kőzetekben másodlagos úton létrejövő üregek csoportjába tartozik, ezen belül pedig tektonikus keletkezésű barlang.

## Kutatástörténet
Az 1942. évi Barlangvilágban arról van szó, hogy Margittay Rikárd egy kis felfedező feladatot ajánl a tátikai várromokat felkereső olvasóknak. Ugyanis az 1848-ban kiadott Szerelmey-féle Balaton albuma című könyvben a Tátika romjairól szóló részben az van írva, hogy a vár hegyének oldalában járhatatlan mélységű barlang helyezkedik el, amelyből forrás fakad. Ez a kissé romantikusan hangzó mondat csaknem szóról-szóra megtalálható az 1878-ban megjelent és Jalsovics Aladár által írt könyvben, az 1889-ben kiadott Sziklay-féle kalauzban, valamint az 1909-ben megjelent Szemlér-féle balatoni kalauzban, ami azt a látszatot kelti, mintha a szerzők a közös forrásból írták volna ki a vonatkozó részt, anélkül, hogy meggyőződtek volna valóságáról.
Ezt a gyanút az a tény teszi valószínűbbé, hogy a Dornyay-féle alapos és részletes balatoni kalauz nem említ ilyen barlangot a Tátikán. Mivel saját ismeretei alapján nem tudta eldönteni ezt a megállapítást Margittay Rikárd, ezért azt ajánlotta az olvasóknak, hogy valaki közülük járjon utána a helyszínen a dolognak és állapítsa meg, hogy valóban van-e ott járhatatlan mélységű barlang, amelyből forrás folyik.
Eszterhás István 1985-ben fedezte fel a Kőudvar alsó barlangját, majd ő volt az első aki leírta a barlangot. Ez a leírás 1985-ben történt. Ebben az évben elkészítette a Kőudvar alsó barlangja térképét. A részletes leírás és a térkép bekerültek az Alba Regia Barlangkutató Csoport 1985. évi évkönyvébe.
Az Eszterhás István által 1989-ben írt, Magyarország nemkarsztos barlangjainak listája című kéziratban az olvasható, hogy a Bakony hegységben, a 4440-es barlangkataszteri területen, Zalaszántón lévő Kőudvar alsó barlangja bazaltban alakult ki. A barlang 5,1 m hosszú és 1 m magas. A listában meg van említve az a Magyarországon, nem karsztkőzetben kialakult, létrehozott 220 objektum (203 barlang és 17 mesterséges üreg), amelyek 1989. év végéig váltak ismertté. Magyarországon 40 barlang keletkezett bazaltban. Az összeállítás szerint Kordos László 1984-ben kiadott barlanglistájában fel van sorolva 119 olyan barlang is, amelyek nem karsztkőzetben jöttek létre.
Az Eszterhás István által 1993-ban írt, Magyarország nemkarsztos barlangjainak lajstroma című kéziratban meg van említve, hogy a Bakony hegységben, a 4440-es barlangkataszteri területen, Zalaszántón helyezkedik el a Kőudvar alsó barlangja. A bazaltban keletkezett barlang 5,1 m hosszú és 1 m magas. Az összeállításban fel van sorolva az a Magyarországon, nem karsztkőzetben kialakult, létrehozott 520 objektum (478 barlang és 42 mesterséges üreg), amelyek 1993 végéig ismertté váltak. Magyarországon 49 barlang, illetve mesterségesen létrehozott, barlangnak nevezett üreg alakult ki, lett kialakítva bazaltban. A Bakony hegységben 123 barlang jött létre nem karsztkőzetben.